# Stefan Berg
För pressfotografen Stefan Berg, se Stefan Berg (fotograf)
Dick Stefan Berg, född 5 april 1957 i Solna, är en svensk dokumentärfilmare, regissör, manusförfattare och filmproducent.

## Filmografi (urval)

### Regi
- 1999 – Sjung ingen lovsång
- 2002 – En doft av choklad
- 2002 – Blådårar 2
- 2003 – Solisten
- 2003 – Svenstorp Blues
- 2004 – Pojkar
- 2005 – Rolling Like a Stone
- 2007 – Tro, hopp och rånare
- 2008 – Filmen om Leslie
- 2010 – Ola Svensson superstar
- 2012 – Strippan
- 2014 – Tusen bitar
- 2015 – Who the f-k is Stefan Berg? [1]

### Manus
- 2003 – Svenstorp Blues
- 2005 – Rolling Like a Stone
- 2007 – Tro, hopp och rånare
- 2008 – Filmen om Leslie
- 2014 – Tusen bitar
- 2015 – Who the f-k is Stefan Berg?

### Producent
- 1999 – Sjung ingen lovsång
- 2003 – Solisten
- 2003 – Svenstorp Blues
- 2004 – Pojkar
- 2005 – Rolling Like a Stone
- 2008 – Filmen om Leslie

### Foto
- 1998 – Blådårar
- 1999 – Sjung ingen lovsång
- 2000 – The Great Bridge
- 2002 – En doft av choklad
- 2002 – Blådårar 2
- 2003 – Solisten
- 2004 – Pojkar
- 2005 – Rolling Like a Stone
- 2007 – Tro, hopp och rånare
- 2008 – Filmen om Leslie